# Rundungsfehler
Ein Rundungsfehler oder eine Rundungsdifferenz ist die Abweichung einer gerundeten Zahl von der ursprünglichen. Rundung erspart Aufwand zu Lasten der Genauigkeit. Regeln zur Rundung stehen beispielsweise in den Normen DIN 1333 und IEEE 754.
Rundungsfehler treten auf, wenn
- für eine Rechnung nicht alle Nachkommastellen berücksichtigt werden, zum Beispiel die unendlich vielen Stellen der Kreiszahl {\displaystyle \pi \approx 3{,}1415926}, oder
- durch eine Rechnung mehr Stellen entstehen, als
  - darstellbar sind oder
  - signifikant sind (Scheingenauigkeit).

Rundungsfehler sind keine Fehler im engeren Sinne, weil beabsichtigt. Sie sind zu unterscheiden von Fehlern beim Runden, etwa {\displaystyle \pi \approx 3{,}1415} statt {\displaystyle \pi \approx 3{,}1416}.
Werden mit gerundeten Zahlen mehrere Rechnungen hintereinander durchgeführt, so können die Rundungsfehler mit jeder Rechnung anwachsen. Gehen in eine Rechnung mehrere gerundete Zahlen ein, ist die Fehlerfortpflanzung zu beachten.
Im Computer treten Rundungsfehler bei der Benutzung von Gleitkommazahlen auf. Sie resultieren aus der nur endlichen Darstellung selbiger. Beispielsweise in rekursiven digitalen Filtern (siehe auch digitales Filter) kann es hierbei zu so genannten Grenzzyklen kommen, bei dem der Ausgang des Filters – auch wenn das Eingangssignal schon lange abgeklungen ist – eine periodische Sequenz darstellt, die meistens eine kleine Leistung aufweist.